# Marek Pawłowski (rajdowiec)
Marek Pawłowski (ur. 7 listopada 1949, zm. 8 stycznia 2018) – polski kierowca, pilot i sędzia rajdowy, działacz motoryzacyjny.

## Życiorys
Licencję rajdową zdobył w 1972 i w tym samym czasie debiutował jako kierowca rajdowy w Rajdzie Warszawskim. Pilotem został po wypadku w którym stracił swój samochód rajdowy. Był pilotem rajdowym Zbigniewa Eysmonta oraz Marka Karczewskiego, wielokrotnie startując w Mistrzostwach Polski, a także rajdach zagranicznych. Następnie współpracował z różnymi kierowcami naprzemiennie startując z Andrzejem Koperem, Bogdanem Drągowskim, Markiem Karczewskim, Jeremi Doria Dernałowiczem, Grzegorzem Malinowskim, a także Marianem Bublewiczem. Karierę zakończył w połowie lat 80. XX wieku. Jako działacz rajdowy związany był z Automobilklubem Polski, piastując funkcję dyrektora licznych rajdów samochodowych oraz imprez motoryzacyjnych w tym trzykrotnie funkcję wicedyrektora Rajdu Barbórka – Legend. Od 2011 był ponownie aktywny w rajdach samochodowych startując w klasie Legend, wspólnie z Andrzejem Wodzińskim.
Przez cztery kadencje był przewodniczącym Sądu Koleżeńskiego Automobilklubu Polski. Został także wyróżniony tytułem Honorowy Członek Automobilklubu Polski.
Zmarł 8 stycznia 2018 i został pochowany w Józefowie koło Warszawy.